# Proacidalia duplicata
Proacidalia duplicata är en fjärilsart som beskrevs av Curt Eisner 1942. Proacidalia duplicata ingår i släktet Proacidalia och familjen praktfjärilar. Inga underarter finns listade i Catalogue of Life.